# Wilhelmine Luplau
Wilhelmine Luplau, senare Rasmussen, född 1813, död 1868, var en dansk skådespelerska. 
Hon debuterade i Köpenhamn 1836 och engagerades 1837 vid Christiania Theater i Kristiania i Norge. Hon var efter sitt giftermål med sin danske kollega Rasmussen verksam vid teatern i Odense i Danmark.